# 11974 Yasuhidefujita
11974 Yasuhidefujita este un asteroid din centura principală de asteroizi.

## Descriere
11974 Yasuhidefujita este un asteroid din centura principală de asteroizi. A fost descoperit pe 24 decembrie 1994 la Ōizumi de Takao Kobayashi. Asteroidul prezintă o orbită caracterizată de o semiaxă mare de 3,11 ua, o excentricitate de 0,21 și o înclinație de 2,4° în raport cu ecliptica.